# Jean Gras

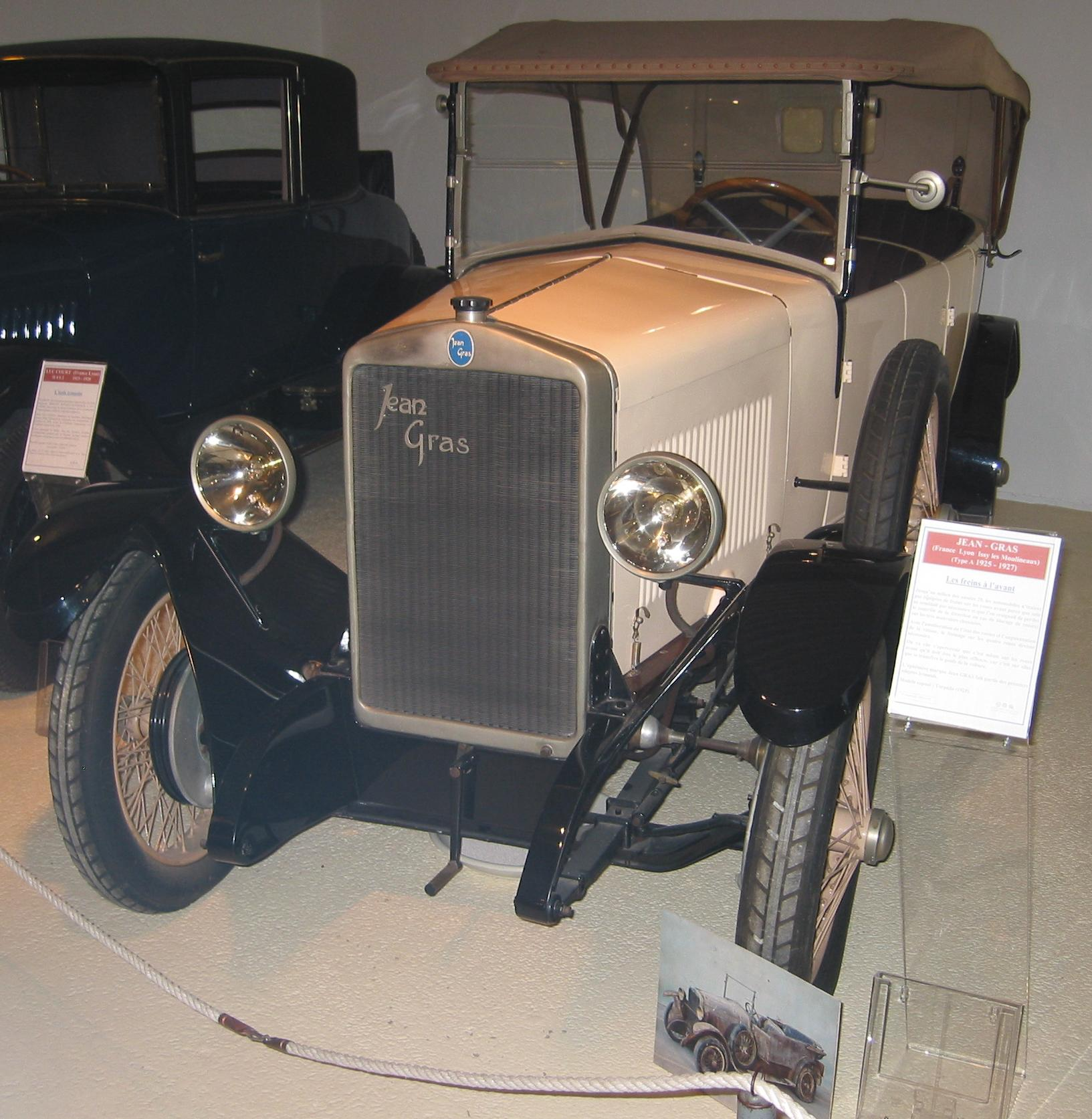
Jean Gras von 1925

Die SA des Automobiles Jean Gras war ein französischer Hersteller von Automobilen.

## Unternehmensgeschichte
Jean Gras gründete 1924 das Unternehmen zur Produktion von Automobilen. Der Standort war die ehemalige Fabrik von Philos in Lyon. Im gleichen Jahr wurden die ersten Fahrzeuge auf dem Pariser Automobilsalon präsentiert. Der Markenname lautete Jean Gras. 1930 endete die Produktion. Insgesamt entstanden etwa 200 Fahrzeuge.

## Fahrzeuge
Der Type A hatte einen Vierzylindermotor von CIME mit OHC-Ventilsteuerung und 1494 cm³ Hubraum. Der Type B verfügte ebenfalls über einen Vierzylindermotor von CIME, allerdings mit OHV-Ventilsteuerung und 1200 cm³ Hubraum. Diese Modelle hatten ein konventionelles Fahrgestell und verfügten über Vierradbremsen von Perrot. Die häufigste Karosserieform war eine Limousine mit sechs Seitenfenstern, doch standen auch ein Coupé de Ville und ein Tourenwagen im Sortiment. Die Fahrzeuge wurden auch bei Autorennen eingesetzt.
1926 oder 1927 folgte ein Modell mit einem Sechszylindermotor mit OHV-Ventilsteuerung und 1557 cm³ Hubraum. Dieses Modell verfügte über einen niedrigeren Rahmen. Die Produktion der Sechszylindermodelle fand in dem Zweigwerk Construction Électriques et Mécaniques in Dijon statt.
Ein Fahrzeug dieser Marke ist im Musée Henri Malartre in Rochetaillée-sur-Saône zu besichtigen.